# Hikaru Genji
A Hikaru Genji (光GENJI) japán idolegyüttes volt, mely a Gendzsi szerelmei regény főszereplőjéről, Hikaru Gendzsiről kapta a nevét. Az együttest a japán Johnny & Associates tehetségkutató ügynökség gondozta, 1987 és 1995 között.

## Az együttes története
A Johnny’s 2007-ben alapított Hey! Say! 7 ideiglenes együttese előtt a Hikaru Genji tartotta az Oricon heti kislemez-eladási listáját meghódító legfiatalabb férfi együttesének címét. 1988-ban a Hikaru Genji a második előadó lett az Oricon történelme során, amely egyszerre tudhatta magáénak a kislemezlista legfelső három fokát, illetve a harmadik, amely egyszerre a két legfelső pozícióját. 1988-ban a 30. Japan Record Awards zenei díjátadón elnyerték annak fődíját a Paradise ginga című számukkal, ezzel a második Johnny’s-előadó lett Kondó Maszahiko után, amely elnyerte a díjat, illetve az utolsó mielőtt a Johnny & Associates bevezette azt a szabályát miszerint visszautasítja a Japan Record Awards vagy a Japan Academy Awards díjátadók és ezekhez hasonló szervezetek jelöléseit.
1994-ben Ószava Mikio és Szató Hirojuki kilépett az együttesből, a megmaradt tagok pedig megalapították a Hikaru Genji Super 5 nevű formációt, ami azonban a következő évben fel is oszlott. Az öt tag közül Morohosi Kazumi és Jamamoto Dzsunicsi kilépett a cégtől, csak Szató Acuhiro és Ucsiumi Kódzsi maradt a Johnny & Associates gondozásában, mivel Akaszaka Akirát 2007. október 28-án letartóztatták metamfetaminbirtoklás miatt, majd másnap kirúgták a cégtől.

## Az együttes tagjai
Hikaru
- Ucsiumi Kódzsi (内海 光司; Hepburn: Kohji Uchiumi?; 1968. január 11.): vezér
- Ószava Mikio (大沢 樹生; Hepburn: Mikio Osawa?; 1969. április 20.)

Genji
- Morohosi Kazumi (諸星 和己; Hepburn: Kazumi Morohoshi?; 1970. augusztus 12.)
- Szató Hirojuki (佐藤 寛之; Hepburn: Hiroyuki Sato?; 1970. november 2.)
- Jamamoto Dzsunicsi (山本 淳一; Hepburn: Junichi Yamamoto?; 1972. február 28.)
- Akaszaka Akira (赤坂 晃; Hepburn: Akira Akasaka?; 1973. május 8.)
- Szató Acuhiro (佐藤 敦啓; Hepburn: Atsuhiro Sato?; 1973. augusztus 30.)

## Hikaru Genji-diszkográfia

### Kislemezek
1. Star Light
2. Glass no dzsúdai (ガラスの十代?)
3. Paradise ginga (パラダイス銀河?)
4. Diamond Hurricane (Diamondハリケーン?)
5. Curugi no mai (剣の舞?)
6. Csikjú vo szagasite (地球をさがして?)
7. Taijó ga ippai (太陽がいっぱい?)
8. Kója no Megalopolis (荒野のメガロポリス?)
9. Little Birthday
10. Co Co Ro
11. Varatte jo (笑ってよ?)
12. Kaze no naka no sónen (風の中の少年?)
13. Kiszeki no megami (奇跡の女神?)
14. Winning Run
15. Growing Up
16. Take Off
17. Lila no szaku koro Barcelona (リラの咲くころバルセロナへ?)
18. Meet Me
19. Ai site mo ii deszu ka (愛してもいいですか?)
20. Kimi to szubajaku Slowly (君とすばやくSLOWLY?)
21. júki 100% (勇気100%?)
22. Boys in August
23. Kono Aki... Hitoridzsanai (この秋···ひとりじゃない?)
24. Bravo! Nippon: Szecu to koori no Fantasy (BRAVO!Nippon～雪と氷のファンタジー～?)
25. Jooszoroo! Mirai he jorosiku (ヨーソロー!未来へよろしく?)
26. Try to Remember

### Albumok
1. Hikaru Genji (光GENJI?)
2. Hi!
3. Hey! Say!
4. Hello... I Love You
5. Furikaette Tomorrow (ふりかえってTomorrow?)
6. Cool Summer
7. White Dreaming with Hikaru Genji (White Dreaming with 光GENJI?)
8. 333 Thank You
9. Hito nacu hito joru (ひと夏ひと夜?)
10. Victory
11. Best Friends
12. Pocket Album: 7 cuno hosi (Pocket Album~7つの星?)
13. Dream Passport
14. Speedy Age
15. Welcome
16. Ucsú jú ei (宇宙遊詠?)
17. Heart’n Hearts
18. Forever Yours
19. Super Best Try to Remember
20. See You Again

## Hikaru Genji Super 5-diszkográfia

### Kislemezek
1. Melody Five
2. Don’t Mind namida (Don't mind 涙?)
3. Bye-Bye

### Album
1. Someone Special

## Díjak és elismerések

### Japan Record Awards
| Év   | Jelölt dal/album | Díj                | Eredmény |
| ---- | ---------------- | ------------------ | -------- |
| 1988 | Paradise ginga   | Japan Record Award | Elnyerte |

### Japan Gold Disc Awards
A Hikaru Genji tizenöt díjat nyert a Japán Hanglemezgyártók Szövetségének évi rendszerességű Japan Gold Disc Award díjátadóján.
| Év   | Jelölt dal/album    | Díj                 | Eredmény |
| ---- | ------------------- | ------------------- | -------- |
| 1988 | Hikaru Genji        | Új előadó           | Elnyerte |
| 1988 | Hikaru Genji        | 5 legjobb új előadó | Elnyerte |
| 1988 | Glass no dzsúdai    | Kislemez-díj        | Elnyerte |
| 1988 | Starlight           | Kislemez-díj        | Elnyerte |
| 1988 | Hikaru Genji        | Album-díj           | Elnyerte |
| 1989 | Hikaru Genji        | 5 legjobb előadó    | Elnyerte |
| 1989 | Paradise ginga      | Fődíj (kislemezek)  | Elnyerte |
| 1989 | Paradise ginga      | 5 legjobb kislemez  | Elnyerte |
| 1989 | Diamond Hurricane   | 5 legjobb kislemez  | Elnyerte |
| 1989 | Curugi no mai       | 5 legjobb kislemez  | Elnyerte |
| 1989 | Hi!                 | Album-díj           | Elnyerte |
| 1990 | Taijó ga ippai      | 5 legjobb kislemez  | Elnyerte |
| 1991 | Furikaette Tomorrow | Album-díj           | Elnyerte |
| 1992 | 333 Thank You       | Album-díj           | Elnyerte |
| 1993 | Best Friends        | Album-díj           | Elnyerte |